# Giải bóng đá vô địch quốc gia Argentina 2024
Giải bóng đá vô địch quốc gia Argentina 2024 (Primera División 2024 hay Liga Profesional 2024, tên chính thức là Torneo Betano 2024 vì lý do tài trợ) là mùa giải thứ 134 của giải bóng đá chuyên nghiệp hàng đầu tại Argentina. Mùa giải bắt đầu vào ngày 10 tháng 5 và kết thúc vào ngày 16 tháng 12 năm 2024.
Có 28 đội tham gia giải đấu: 26 đội từ mùa giải 2023 và 2 đội thăng hạng từ Primera Nacional 2023 (Independiente Rivadavia và Deportivo Riestra), cả 2 đội đều tham gia Primera División lần đầu tiên trong lịch sử từ mùa giải này. River Plate là nhà đương kim vô địch.
Vào ngày 25 tháng 5 năm 2024, trận đấu giữa Godoy Cruz và San Lorenzo (vòng 3) đã bị hoãn lại ở phút thứ 48 sau khi một cuộc ẩu đả nổ ra giữa những người ủng hộ Godoy Cruz trên khán đài của sân vận động Malvinas Argentinas. Tòa án kỷ luật AFA đã quyết định vào ngày 6 tháng 6 năm 2024 để tiếp tục trận đấu và chơi 42 phút còn lại vào một ngày sẽ được xác định mà không có khán giả. Godoy Cruz bị trừ ba điểm và phải chơi hai trận không có khán giả. Họ cũng phải trả chi phí đi lại của San Lorenzo và một khoản tiền phạt. Vào ngày 8 tháng 8 năm 2024, Tòa phúc thẩm đã trả lại ba điểm cho Godoy Cruz nhưng vẫn giữ nguyên các bản án khác. Trận đấu được tiếp tục vào ngày 12 tháng 10 năm 2024.
Vào ngày 15 tháng 12 năm 2024, Vélez Sarsfield đã giành chức vô địch giải đấu lần thứ 11 của họ sau khi đánh bại Huracán 2–0 và cùng lúc đó, Talleres (C) trên sân nhà thua Newell's Old Boys với tỷ số 1–3. Đây là danh hiệu đầu tiên của họ kể từ Siêu cúp Argentina năm 2013.
Với tư cách là nhà vô địch Primera División Argentina 2024, Vélez Sarsfield giành được quyền thi đấu với đội vô địch Copa de la Liga Profesional 2024 tại Trofeo de Campeones de la Liga Profesional 2024 và đội vô địch Copa Argentina 2024 tại Supercopa Argentina 2024. Họ cũng hiển nhiên được tham dự vòng bảng Copa Libertadores 2025.

## Thể thức
Giải đấu sẽ được tổ chức theo thể thức vòng tròn một lượt, có sự tham gia của 28 đội (26 đội từ mùa giải trước cộng với 2 đội thăng hạng từ Primera Nacional). Các nhà vô địch sẽ đủ điều kiện tham dự Copa Libertadores 2025 với tư cách là Argentina 1. Suất cho các giải đấu quốc tế sẽ được xác định bằng bảng tổng hợp các giải đấu Primera División 2024 và Copa de la Liga Profesional 2024.
Trong mùa giải này, hai đội sẽ xuống hạng Primera Nacional. Một đội sẽ xuống hạng dựa trên hệ số, trong khi đội cuối bảng tổng hợp cũng sẽ xuống hạng, tuy nhiên, vào ngày 17 tháng 10 năm 2024, AFA đã quyết định rằng không có đội nào xuống hạng.

## Các câu lạc bộ

### Sân vận động
| Câu lạc bộ              | Thành phố           | Sân vận động                        | Sức chứa |
| ----------------------- | ------------------- | ----------------------------------- | -------- |
| Argentinos Juniors      | Buenos Aires        | Diego Armando Maradona              | 24.380   |
| Atlético Tucumán        | Tucumán             | Monumental José Fierro              | 32.700   |
| Banfield                | Banfield            | Florencio Sola                      | 37.245   |
| Barracas Central        | Buenos Aires        | Claudio "Chiqui" Tapia              | 2.700    |
| Belgrano                | Córdoba             | Julio César Villagra                | 28.000   |
| Boca Juniors            | Buenos Aires        | Alberto J. Armando                  | 57.446   |
| Central Córdoba (SdE)   | Santiago del Estero | Único Madre de Ciudades             | 30.000   |
| Central Córdoba (SdE)   | Santiago del Estero | Alfredo Terrera                     | 16.000   |
| Defensa y Justicia      | Florencio Varela    | Norberto "Tito" Tomaghello          | 8.000    |
| Deportivo Riestra       | Buenos Aires        | Guillermo Laza                      | 3.000    |
| Estudiantes (LP)        | La Plata            | Jorge Luis Hirschi                  | 30.018   |
| Gimnasia y Esgrima (LP) | La Plata            | Juan Carmelo Zerillo                | 24.500   |
| Godoy Cruz              | Godoy Cruz          | Feliciano Gambarte                  | 14.000   |
| Godoy Cruz              | Godoy Cruz          | Malvinas Argentinas                 | 42.000   |
| Huracán                 | Buenos Aires        | Tomás Adolfo Ducó                   | 48.314   |
| Independiente           | Avellaneda          | Libertadores de América             | 44.000   |
| Independiente Rivadavia | Mendoza             | Bautista Gargantini                 | 25.000   |
| Instituto               | Córdoba             | Presidente Perón                    | 35.535   |
| Lanús                   | Lanús               | Ciudad de Lanús - Néstor Díaz Pérez | 46.619   |
| Newell's Old Boys       | Rosario             | Marcelo Bielsa                      | 40.000   |
| Platense                | Florida Este        | Ciudad de Vicente López             | 31.000   |
| Racing                  | Avellaneda          | Presidente Perón                    | 53.389   |
| River Plate             | Buenos Aires        | Mâs Monumental                      | 84.567   |
| Rosario Central         | Rosario             | Gigante de Arroyito                 | 41.654   |
| San Lorenzo             | Buenos Aires        | Pedro Bidegain                      | 47.964   |
| Sarmiento (J)           | Junín               | Eva Perón                           | 22.000   |
| Talleres (C)            | Córdoba             | Mario Alberto Kempes                | 54.388   |
| Tigre                   | Victoria            | José Dellagiovanna                  | 26.282   |
| Unión                   | Santa Fe            | 15 de Abril                         | 25.000   |
| Vélez Sarsfield         | Buenos Aires        | José Amalfitani                     | 49.540   |

### Nhân sự và nhà tài trợ
| Câu lạc bộ              | Huấn luyện viên trưởng                        | Nhà sản xuất trang phục | Nhà tài trợ áo đấu (trước) | Nhà tài trợ khác |
| ----------------------- | --------------------------------------------- | ----------------------- | -------------------------- | --- |
| Argentinos Juniors      | Norberto Batista (tạm thời)                   | Umbro                   | Rapicuotas                 | Danh sách - - Trước: BichoStore Tienda Online - Sau: Angiocor, Lindo Campo, Vitta - Tay áo: Gráfica Led, DataCloud - Quần: Angiocor, Pinturerías Megapint - Tất: không - Số: không                                                                                |
| Atlético Tucumán        | Facundo Sava                                  | Umbro                   | Caja Popular de Ahorros    | Danh sách - - Trước: Sporting - Sau: Rapicuotas, Flecha Bus - Tay áo: Casino Parque - Quần: Sporting, Seguridad OMEGA - Tất: không - Số: không |
| Banfield                | Miguel Hernández (tạm thời)                   | Athix                   | Sur Finanzas               | Danh sách - - Trước: Empanadas Morita - Sau: Flecha Bus - Tay áo: Lomas de Zamora Partido, Sur Finanzas - Quần: Up Seguridad - Tất: không - Số: không |
| Barracas Central        | Rubén Darío Insúa                             | Il Ossso Sports         | Sur Finanzas               | Danh sách - - Trước: không - Sau: Turbodisel - Tay áo: Passline, Gentech Suplementos Deportivos - Quần: Horcrisa, Fusion Tex Revestimientos, Secco - Tất: không - Số: không                                                                                       |
| Belgrano                | Norberto Fernández (tạm thời)                 | Umbro                   | Banco Macro                | Danh sách - - Trước: Sanos Salud - Sau: Pauny, Alcance Capitalización y Ahorro, Playcet - Tay áo: Experto Construcción Inteligente - Quần: Riiing - Tất: không - Số: Rio Uruguay Seguros                                                                          |
| Boca Juniors            | Fernando Gago                                 | Adidas                  | Betsson                    | Danh sách - - Trước: không - Sau: DirecTV - Tay áo: không - Quần: Pax Assistance - Tất: không - Số: không |
| Central Córdoba (SdE)   | Omar De Felippe                               | Adhoc                   | Banco Santiago del Estero  | Danh sách - - Trước: Santiago del Estero, Santiago del Estero Ciudad - Sau: Tarjeta Sol - Tay áo: không - Quần: không - Tất: không - Số: không |
| Defensa y Justicia      | Pablo De Muner                                | KDY                     | Rapicuotas                 | Danh sách - - Trước: GLC tec - Sau: Viviendas Roca, Volkswagen Autotag - Tay áo: Pago 24 - Quần: không - Tất: không - Số: Rio Uruguay Seguros |
| Deportivo Riestra       | Cristian Fabbiani                             | Adidas                  | Speed Unlimited            | Danh sách - - Trước: không - Sau: Speed Unlimited - Tay áo: không - Quần: Speed Unlimited - Tất: không - Số: không |
| Estudiantes (LP)        | Eduardo Domínguez                             | RUGE                    | Saint-Gobain               | Danh sách - - Trước: không - Sau: Mateu Sports, Mejor Crédito - Tay áo: Bricks M2V - Quần: không - Tất: không - Số: không |
| Gimnasia y Esgrima (LP) | Marcelo Méndez                                | Givova                  | Rapicuotas                 | Danh sách - - Trước: None - Sau: Plusmar - Tay áo: Casablanca Pinturas - Quần: Tamburini Amoblamientos - Tất: không - Số: Rio Uruguay Seguros |
| Godoy Cruz              | Ernesto Pedernera (tạm thời)                  | Fiume Sport             | CATA Internacional         | Danh sách - - Trước: không - Sau: Mendoza - Tay áo: Godoy Cruz, Ciudadano News - Quần: Pinturas Wall, Zummy, Molico - Tất: không - Số: không |
| Huracán                 | Frank Kudelka                                 | Kappa                   |                            | Danh sách - - Trước: không - Sau: Casablanca Pinturas, Leiva Joyas - Tay áo: Flecha Bus - Quần: Laboratorio IMAT - Tất: không - Số: Rio Uruguay Seguros |
| Independiente           | Julio Vaccari                                 | Puma                    | Jeluz                      | Danh sách - - Trước: Rapicuotas - Sau: Kanji, Pardo Hogar - Tay áo: Scienza Argentina - Quần: BiBank - Tất: không - Số: Multiled, Rio Uruguay Seguros |
| Independiente Rivadavia | Alfredo Berti                                 | Sport Lyon              | Banco Macro                | Danh sách - - Trước: không - Sau: Edelcos - Tay áo: Diario UNO Mendoza - Quần: ChangoMâs - Tất: không - Số: không |
| Instituto               | Daniel Jiménez và Bruno Martelotto (tạm thời) | Givova                  | Banco Macro                | Danh sách - - Trước: không - Sau: Brava Motos, Tecnored Latam - Tay áo: GS BIO, Nueva Chevallier - Quần: GEA Cobertura de Salud - Tất: không - Số: không |
| Lanús                   | Ricardo Zielinski                             | Erreà                   | Mapei                      | Danh sách - - Trước : không - Sau: Mapei, Waterplast - Tay áo: Befol - Quần: Nueva Chevallier, Pinturas Andina - Tất: không - Số: không |
| Newell's Old Boys       | Mariano Soso                                  | AIFIT                   | City Center Online         | Danh sách - - Trước: Acril SRL - Sau: Hospital Italiano Rosario, Multiled - Tay áo: không - Quần: Crucijuegos, Italmédica, Condo Del Bosque - Tất: không - Số: Rio Uruguay Seguros                                                                                |
| Platense                | Favio Orsi và Sergio Gómez                    | Hummel                  | Planes ESCO                | Danh sách - - Trước: Transfarmaco, Empanadas Morita - Sau: Civile Propiedades, Enova Store, Papelera Mas Pack - Tay áo: Urquiza Motos - Quần: Pinturas Andina, Emergencias Salud, Olegario Restaurant & Parrilla - Tất: không - Số: không                         |
| Racing                  | Gustavo Costas                                | Kappa                   | RCA                        | Danh sách - - Trước: không - Sau: Betsson, Sur Finanzas - Tay áo: Rio Uruguay Seguros - Quần: không - Tất: không - Số: EA Sports FC |
| River Plate             | Marcelo Gallardo                              | Adidas                  | Codere                     | Danh sách - - Trước: không - Sau: DirecTV - Tay áo: Assist Card - Quần: không - Tất: không - Số: không |
| Rosario Central         | Ariel Holan                                   | Umbro                   | City Center Online         | Danh sách - - Trước: không - Sau: Acril SRL - Tay áo: Voss2000 - Quần: Kanji - Tất: None - Số: Rio Uruguay Seguros |
| San Lorenzo             | Miguel Ángel Russo                            | Nike                    | Brubank                    | Danh sách - - Trước: không - Sau: Intermac Assistance, Flecha Bus - Tay áo: không - Quần: Kanji - Tất: không - Số: không |
| Sarmiento (J)           | Javier Sanguinetti                            | Coach                   | Naldo Digital              | Danh sách - - Trước: Clínica La Pequeña Familia, FMC Argentina - Sau: Laboratorio Quimeco, Alra sur Volkswagen, Aceros Perkusic - Tay áo: Sigma Agro - Quần: Voy con Energía, Dinatech, Sistemas Junín, FD Agro, Nuseed, AGseed, Stoller - Tất: không - Số: không |
| Talleres (C)            | Alexander Medina                              | Le Coq Sportif          | ICBC Argentina             | Danh sách - - Trước: Holcim, Advanta - Sau: không - Tay áo: TerraWind - Quần: La Lácteo - Tất: không - Số: không |
| Tigre                   | Sebastián Domínguez                           | Kappa                   | Banco Macro                | Danh sách - - Trước: không - Sau: Banco Macro - Tay áo: Yomel Argentina - Quần: Pinturas Andina - Tất: không - Số: không |
| Unión                   | Kily González                                 | KDY                     | OSPAT                      | Danh sách - - Trước: Servicios Viales, Red Mutual - Sau: Flecha Bus, Gigared - Tay áo: AutoGaba Concesionaria, Transporte Pedrito - Quần: Flecha Bus, Sanatorio Santa Fe, Multiled, Vino Tinto Toro, Duracril, El Litoral - Tất: Vidalac - Số: Sanatorio Santa Fe |
| Vélez Sarsfield         | Gustavo Quinteros                             | Diadora                 | Saphirus                   | Danh sách - - Trước: không - Sau: Banco Supervielle - Tay áo: Yerba Salam - Quần: Turbodisel - Tất: không - Số: Rio Uruguay Seguros |

### Thay đổi huấn luyện viên
| Đội                                      | HLV ra đi                             | Lý do                | Ngày ra đi | Vị trí trên BXH | Được thay bởi                         | Ngày ký    |
| ---------------------------------------- | ------------------------------------- | -------------------- | ---------- | --------------- | ------------------------------------- | ---------- |
| Independiente Rivadavia                  | Alfredo Berti                         | Hết hợp đồng         | 16/11/2023 | Trước mùa giải  | Rodolfo de Paoli                      | 24/11/2023 |
| Boca Juniors                             | Mariano Herrón                        | Hết quản lý tạm thời | 26/11/2023 | Trước mùa giải  | Diego Martínez                        | 29/12/2023 |
| Talleres (C)                             | Javier Gandolfi                       | Hết hợp đồng         | 27/11/2023 | Trước mùa giải  | Walter Ribonetto                      | 20/12/2023 |
| Newell's Old Boys                        | Gabriel Heinze                        | Hết hợp đồng         | 27/11/2023 | Trước mùa giải  | Mauricio Larriera                     | 29/11/2023 |
| Sarmiento (J)                            | Facundo Sava                          | Từ chức              | 28/11/2023 | Trước mùa giải  | Sergio Rondina                        | 12/12/2023 |
| Barracas Central                         | Sergio Rondina                        | Hết hợp đồng         | 6/12/2023  | Trước mùa giải  | Alejandro Orfila                      | 13/12/2023 |
| Racing                                   | Sebastián Grazzini và Ezequiel Videla | Hết quản lý tạm thời | 6/12/2023  | Trước mùa giải  | Gustavo Costas                        | 15/12/2023 |
| Huracán                                  | Diego Martínez                        | Từ chức              | 7/12/2023  | Trước mùa giải  | Facundo Sava                          | 30/12/2023 |
| Vélez Sarsfield                          | Sebastián Méndez                      | Từ chức              | 8/12/2023  | Trước mùa giải  | Gustavo Quinteros                     | 23/12/2023 |
| Tigre                                    | Lucas Pusineri                        | Sa thải              | 18/12/2023 | Trước mùa giải  | Néstor Gorosito                       | 28/12/2023 |
| Platense                                 | Martín Palermo                        | Hết hợp đồng         | 18/12/2023 | Trước mùa giải  | Sebastián Grazzini                    | 28/12/2023 |
| Central Córdoba (SdE)                    | Omar De Felippe                       | Thỏa thuận           | 22/12/2023 | Trước mùa giải  | Abel Balbo                            | 22/12/2023 |
| Thay đổi của Cúp Liên đoàn chuyên nghiệp |                                       |                      |            |                 |                                       |            |
| Deportivo Riestra                        | Matías Módolo                         | Sa thải              | 7/2/2024   | thứ 12 Vùng A   | Cristian Fabbiani                     | 7/2/2024   |
| Huracán                                  | Facundo Sava                          | Từ chức              | 18/2/2024  | thứ 11 Vùng A   | Frank Kudelka 1                       | 5/3/2024   |
| Atlético Tucumán                         | Favio Orsi và Sergio Gómez            | Từ chức              | 19/2/2024  | thứ 14 Vùng A   | Facundo Sava 2                        | 3/3/2024   |
| Sarmiento (J)                            | Sergio Rondina                        | Từ chức              | 20/2/2024  | thứ 13 Vùng B   | Israel Damonte 3                      | 25/2/2024  |
| Independiente Rivadavia                  | Rodolfo de Paoli                      | Từ chức              | 24/2/2024  | thứ 10 Vùng A   | Martín Cicotello 4                    | 1/3/2024   |
| Platense                                 | Sebastián Grazzini                    | Thỏa thuận           | 27/2/2024  | thứ 11 Vùng B   | Favio Orsi và Sergio Gómez            | 29/2/2024  |
| Belgrano                                 | Guillermo Farré                       | Từ chức              | 13/3/2024  | thứ 13 Vùng B   | Juan Cruz Real 5                      | 22/3/2024  |
| Tigre                                    | Néstor Gorosito                       | Thỏa thuận           | 19/3/2024  | thứ 14 Vùng B   | Sebastián Domínguez 6                 | 5/4/2024   |
| Central Córdoba (SdE)                    | Abel Balbo                            | Thỏa thuận           | 7/4/2024   | thứ 12 Vùng B   | Juan Carlos Roldán 7                  | 9/4/2024   |
| San Lorenzo                              | Rubén Darío Insúa                     | Sa thải              | 11/4/2024  | thứ 9 Vùng B    | Leandro Romagnoli 8                   | 12/4/2024  |
| Thay đổi liên giải đấu                   |                                       |                      |            |                 |                                       |            |
| Gimnasia y Esgrima (LP)                  | Leonardo Madelón                      | Thỏa thuận           | 14/4/2024  | N/A             | Marcelo Méndez                        | 19/4/2024  |
| Central Córdoba (SdE)                    | Juan Carlos Roldán                    | Hết quản lý tạm thời | 14/4/2024  | N/A             | Lucas González                        | 19/4/2024  |
| Thay đổi Giải đấu chuyên nghiệp          |                                       |                      |            |                 |                                       |            |
| Defensa y Justicia                       | Julio Vaccari                         | Từ chức              | 14/5/2024  | thứ 23          | Francisco Meneghini 9                 | 27/5/2024  |
| Independiente                            | Carlos Tevez                          | Từ chức              | 19/5/2024  | thứ 20          | Julio Vaccari 10                      | 13/6/2024  |
| Newell's Old Boys                        | Mauricio Larriera                     | Sa thải              | 5/6/2024   | thứ 11          | Sebastián Méndez 11                   | 19/6/2024  |
| Banfield                                 | Julio César Falcioni                  | Thỏa thuận           | 14/6/2024  | thứ 22          | Gustavo Munúa                         | 22/6/2024  |
| River Plate                              | Martín Demichelis                     | Thỏa thuận           | 28/7/2024  | thứ 7           | Marcelo Gallardo 12                   | 5/8/2024   |
| Central Córdoba (SdE)                    | Lucas González                        | Sa thải              | 29/7/2024  | thứ 28          | Omar De Felippe                       | 31/7/2024  |
| Rosario Central                          | Miguel Ángel Russo                    | Từ chức              | 2/8/2024   | thứ 19          | Matías Lequi 8                        | 3/8/2024   |
| Argentinos Juniors                       | Pablo Guede                           | Thỏa thuận           | 20/8/2024  | thứ 20          | Cristian Zermatten 13                 | 21/8/2024  |
| Independiente Rivadavia                  | Martín Cicotello                      | Từ chức              | 25/8/2024  | thứ 17          | Alfredo Berti                         | 26/8/2024  |
| Defensa y Justicia                       | Francisco Meneghini                   | Từ chức              | 26/8/2024  | thứ 27          | Pablo De Muner                        | 27/8/2024  |
| Talleres (C)                             | Walter Ribonetto                      | Thỏa thuận           | 26/8/2024  | thứ 7           | Alexander Medina 14                   | 1/9/2024   |
| Barracas Central                         | Alejandro Orfila                      | Từ chức              | 27/8/2024  | thứ 27          | Rubén Darío Insúa 15                  | 2/9/2024   |
| Newell's Old Boys                        | Sebastián Méndez                      | Từ chức              | 15/9/2024  | thứ 24          | Ricardo Lunari 16                     | 16/9/2024  |
| Boca Juniors                             | Diego Martínez                        | Từ chức              | 28/9/2024  | thứ 12          | Fernando Gago 17                      | 14/10/2024 |
| San Lorenzo                              | Leandro Romagnoli                     | Từ chức              | 13/10/2024 | thứ 24          | Miguel Ángel Russo                    | 17/10/2024 |
| Sarmiento (J)                            | Israel Damonte                        | Sa thải              | 19/10/2024 | thứ 23          | Javier Sanguinetti 18                 | 12/11/2024 |
| Rosario Central                          | Matías Lequi                          | Thỏa thuận           | 9/11/2024  | thứ 20          | Ariel Holan                           | 11/11/2024 |
| Newell's Old Boys                        | Ricardo Lunari                        | Hết quản lý tạm thời | 9/11/2024  | thứ 27          | Mariano Soso 19                       | 27/11/2024 |
| Banfield                                 | Gustavo Munúa                         | Thỏa thuận           | 13/11/2024 | thứ 25          | Miguel Hernández 20                   | 14/11/2024 |
| Instituto                                | Diego Dabove                          | Từ chức              | 14/11/2024 | thứ 14          | Daniel Jiménez và Bruno Martelotto 20 | 15/11/2024 |
| Godoy Cruz                               | Daniel Oldrá                          | Từ chức              | 18/11/2024 | thứ 17          | Ernesto Pedernera 21                  | 19/11/2024 |
| Argentinos Juniors                       | Cristian Zermatten                    | Hết quản lý tạm thời | 22/11/2024 | thứ 23          | Norberto Batista 20                   | 23/11/2024 |
| Belgrano                                 | Juan Cruz Real                        | Thỏa thuận           | 26/11/2024 | thứ 15          | Norberto Fernández 20                 | 27/11/2024 |

Huấn luyện viên tạm quyền

1.^  Walter Coyette là huấn luyện viên tạm quyền ở vòng bảng Copa de la Liga Profesional 2024 vòng 7–9.
2.^  Diego Barrado là huấn luyện viên tạm quyền ở vòng bảng Copa de la Liga Profesional 2024 vòng 7–8.
3.^  Martín Funes là huấn luyện viên tạm quyền ở vòng bảng Copa de la Liga Profesional 2024 vòng 7.
4.^  Federico Arias là huấn luyện viên tạm quyền ở vòng bảng Copa de la Liga Profesional 2024 vòng 8.
5.^  Norberto Fernández là huấn luyện viên tạm quyền ở vòng bảng Copa de la Liga Profesional 2024 vòng 11.
6.^  Juan Carlos Blengio là huấn luyện viên tạm quyền ở vòng bảng Copa de la Liga Profesional 2024 vòng 12.
7.^  Huấn luyện viên tạm quyền cho đến khi kết thúc Copa de la Liga Profesional.
8.^  Quản lý tạm thời, nhưng sau đó được thăng chức làm quản lý.
9.^  Pablo Quatrocchi là huấn luyện viên tạm quyền ở vòng 2–3.
10.^  Hugo Tocalli là huấn luyện viên tạm quyền ở vòng 3–5.
11.^  Adrián Coria là huấn luyện viên tạm quyền ở vòng 5.
12.^  Marcelo Escudero là huấn luyện viên tạm quyền ở vòng 9.
13.^  Huấn luyện viên tạm quyền cho đến khi Liga Profesional kết thúc.
14.^  Mariano Levisman là huấn luyện viên tạm quyền ở vòng 13.
15.^  Fernando Berón là huấn luyện viên tạm quyền ở vòng 13.
16.^  Ricardo Lunari là huấn luyện viên tạm quyền ở vòng 15–17.
17.^  Mariano Herrón là huấn luyện viên tạm quyền ở vòng 17.
18.^  Martín Funes là huấn luyện viên tạm quyền ở vòng 19–22.
19.^  Gabriel del Valle Medina là huấn luyện viên tạm quyền ở vòng 23–24.
20.^  Huấn luyện viên tạm quyền đến cuối mùa giải Liga Profesional.
21.^  Huấn luyện viên tạm thời cho đến khi Liga Profesional kết thúc. Pedernera được thăng làm huấn luyện viên sau khi mùa giải kết thúc.

### Cầu thủ nước ngoài
| Câu lạc bộ              | Cầu thủ 1            | Cầu thủ 2          | Cầu thủ 3        | Cầu thủ 4            | Cầu thủ 5              | Cầu thủ 6     |
| ----------------------- | -------------------- | ------------------ | ---------------- | -------------------- | ---------------------- | ------------- |
| Argentinos Juniors      | Joaquín Ardaiz       | Juan José Cardozo  | Ariel Gamarra    | Alan Rodríguez       |                        |               |
| Atlético Tucumán        | Matías de los Santos | Juan González      | Franco Nicola    |                      |                        |               |
| Banfield                | Mathías De Ritis     | Nicolás Hernández  | Cristian Núñez   | Yonathan Rodríguez   |                        |               |
| Barracas Central        | Jhonatan Candia      | Carlos Sánchez     |                  |                      |                        |               |
| Belgrano                | Juan Espínola        | Matías Marín       | Bryan Reyna      |                      |                        |               |
| Boca Juniors            | Luis Advíncula       | Edinson Cavani     | Gary Medel       | Miguel Merentiel     | Marcelo Saracchi       |               |
| Central Córdoba (SdE)   | Federico Andueza     | Luis Angulo        | José Florentín   | Nicolás Quagliata    | Yonatthan Rak          | Luis Sánchez  |
| Defensa y Justicia      | Rodrigo Bogarín      | Darío Cáceres      | Lucas Ferreira   | Cristopher Fiermarin | César Pérez            |               |
| Deportivo Riestra       | Maximiliano Brito    | Yeison Murillo     | Walter Rodríguez |                      |                        |               |
| Estudiantes (LP)        | Javier Altamirano    | Sebastián Boselli  | Edwuin Cetré     | Alexis Manyoma       | Mauro Méndez           | Gabriel Neves |
| Gimnasia y Esgrima (LP) | Matías Abaldo        | Martín Fernández   | Enzo Martínez    | Juan Pintado         | Valentín Rodríguez     |               |
| Godoy Cruz              | Nicolás Fernández    | Juan José Pérez    | Vicente Poggi    | Salomón Rodríguez    |                        |               |
| Huracán                 | Williams Alarcón     | Rodrigo Echeverría | Marcelo Pérez    | Pablo Siles          |                        |               |
| Independiente           | Gabriel Ávalos       | Baltasar Barcia    | Felipe Loyola    | Jhonny Quiñónez      | Diego Segovia          |               |
| Independiente Rivadavia | Fernando Romero      | Jorge Sanguina     | Fredy Vera       | Sebastián Villa      | Iván Villalba          |               |
| Instituto               | Juan José Franco     |                    |                  |                      |                        |               |
| Lanús                   | Luciano Boggio       | Raúl Loaiza        | Gonzalo Pérez    |                      |                        |               |
| Newell's Old Boys       | Fernando Cardozo     | Rodrigo Fernández  | Ignacio Ramírez  | Saúl Salcedo         | Gustavo Velázquez      |               |
| Platense                | Juan Pablo Goicochea | Ronaldo Martínez   | Agustín Ocampo   |                      |                        |               |
| Racing                  | Martín Barrios       | Johan Carbonero    | Roger Martínez   | Gastón Martirena     | Juan Fernando Quintero |               |
| River Plate             | Adam Bareiro         | Miguel Borja       | Nicolás Fonseca  | Agustín Sant'Anna    |                        |               |
| Rosario Central         | Jaminton Campaz      | Facundo Mallo      | Alan Rodríguez   |                      |                        |               |
| San Lorenzo             | Iker Muniain         | Jhohan Romaña      |                  |                      |                        |               |
| Sarmiento (J)           | Bryan Cabezas        | Iván Morales       |                  |                      |                        |               |
| Talleres (C)            | Kevin Mantilla       | Miguel Navarro     | Juan Portilla    | Blas Riveros         |                        |               |
| Tigre                   | Ramón Arias          | Blas Armoa         | Romeo Benítez    | Dayro Peña           | Eric Ramírez           |               |
| Unión                   | Adrián Balboa        | Thiago Cardozo     |                  |                      |                        |               |
| Vélez Sarsfield         | Rodrigo Piñeiro      | Randall Rodríguez  | Michael Santos   |                      |                        |               |

#### Các cầu thủ mang hai quốc tịch Argentina
Họ không chiếm một vị trí của cầu thủ nước ngoài.
- Damián Díaz (Banfield)
- Frank Fabra (Boca Juniors)
- Ignacio Rodríguez (Boca Juniors)
- Antony Alonso (Deportivo Riestra)
- Santiago Arzamendia (Estudiantes (LP))
- Tiago Palacios (Estudiantes (LP))
- Benjamín Sagüés Barreiro (Estudiantes (LP))
- Norberto Briasco (Gimnasia y Esgrima (LP))
- Hernán Galíndez (Huracán)
- Alan Soñora (Huracán)
- Ezequiel Ham (Independiente Rivadavia)
- Juan José Cáceres (Lanús)
- Armando Méndez (Newell's Old Boys)
- Matko Miljevic (Newell's Old Boys)
- Tobías Cervera (Platense)
- Gabriel Arias (Racing)
- Paulo Díaz (River Plate)
- Luca Martínez (Rosario Central)
- Agustín Sández (Rosario Central)
- Iván Leguizamón (San Lorenzo)
- Andrés Vombergar (San Lorenzo)
- Bruno Barticciotto (Talleres (C))
- Matías Catalán (Talleres (C))
- Matías Galarza (Talleres (C))
- Jalil Elías (Vélez Sarsfield)

Nguồn: AFA

## Bảng xếp hạng

### Bảng xếp hạng
| VT | Đội                     | ST | T  | H  | B  | BT | BB | HS  | Đ  | Giành quyền tham dự hoặc xuống hạng |
| -- | ----------------------- | -- | -- | -- | -- | -- | -- | --- | -- | ----------------------------------- |
| 1  | Vélez Sarsfield (C)     | 27 | 14 | 9  | 4  | 38 | 16 | +22 | 51 | Lọt vào vòng bảng Copa Libertadores |
| 2  | Talleres (C)            | 27 | 13 | 9  | 5  | 34 | 27 | +7  | 48 |                                     |
| 3  | Racing                  | 27 | 14 | 4  | 9  | 42 | 30 | +12 | 46 |                                     |
| 4  | Huracán                 | 27 | 12 | 10 | 5  | 28 | 18 | +10 | 46 |                                     |
| 5  | River Plate             | 27 | 11 | 10 | 6  | 38 | 21 | +17 | 43 |                                     |
| 6  | Boca Juniors            | 27 | 11 | 9  | 7  | 30 | 23 | +7  | 42 |                                     |
| 7  | Independiente           | 27 | 9  | 13 | 5  | 25 | 17 | +8  | 40 |                                     |
| 8  | Atlético Tucumán        | 27 | 11 | 7  | 9  | 28 | 27 | +1  | 40 |                                     |
| 9  | Unión                   | 27 | 11 | 7  | 9  | 27 | 26 | +1  | 40 |                                     |
| 10 | Platense                | 27 | 10 | 9  | 8  | 20 | 18 | +2  | 39 |                                     |
| 11 | Independiente Rivadavia | 27 | 10 | 8  | 9  | 23 | 25 | −2  | 38 |                                     |
| 12 | Estudiantes (LP)        | 27 | 8  | 12 | 7  | 36 | 34 | +2  | 36 |                                     |
| 13 | Instituto               | 27 | 10 | 6  | 11 | 32 | 31 | +1  | 36 |                                     |
| 14 | Lanús                   | 27 | 8  | 12 | 7  | 28 | 31 | −3  | 36 |                                     |
| 15 | Godoy Cruz              | 27 | 8  | 11 | 8  | 31 | 28 | +3  | 35 |                                     |
| 16 | Belgrano                | 27 | 8  | 11 | 8  | 33 | 32 | +1  | 35 |                                     |
| 17 | Deportivo Riestra       | 27 | 8  | 11 | 8  | 26 | 27 | −1  | 35 |                                     |
| 18 | Tigre                   | 27 | 8  | 10 | 9  | 27 | 30 | −3  | 34 |                                     |
| 19 | Gimnasia y Esgrima (LP) | 27 | 8  | 8  | 11 | 21 | 23 | −2  | 32 |                                     |
| 20 | Rosario Central         | 27 | 8  | 8  | 11 | 27 | 30 | −3  | 32 |                                     |
| 21 | Defensa y Justicia      | 27 | 7  | 11 | 9  | 27 | 33 | −6  | 32 |                                     |
| 22 | Central Córdoba (SdE)   | 27 | 8  | 7  | 12 | 29 | 36 | −7  | 31 |                                     |
| 23 | Argentinos Juniors      | 27 | 8  | 6  | 13 | 22 | 28 | −6  | 30 |                                     |
| 24 | San Lorenzo             | 27 | 7  | 8  | 12 | 20 | 26 | −6  | 29 |                                     |
| 25 | Newell's Old Boys       | 27 | 7  | 7  | 13 | 22 | 35 | −13 | 28 |                                     |
| 26 | Sarmiento (J)           | 27 | 5  | 11 | 11 | 18 | 28 | −10 | 26 |                                     |
| 27 | Banfield                | 27 | 5  | 9  | 13 | 22 | 36 | −14 | 24 |                                     |
| 28 | Barracas Central        | 27 | 4  | 11 | 12 | 15 | 33 | −18 | 23 |                                     |

### Vị trí theo vòng
Bảng liệt kê vị trí của các đội trên bảng xếp hạng sau mỗi vòng thi đấu. Để duy trì các diễn biến theo trình tự thời gian, bất kỳ trận đấu bù nào sẽ không được tính vào vòng mà chúng đã được lên lịch ban đầu mà sẽ được tính thêm vào vòng đấu diễn ra ngay sau đó.
| Đội ╲ Vòng        | 1          | 2  | 3  | 4  | 5  | 6  | 7  | 8  | 9  | 10 | 11 | 12 | 13 | 14 | 15 | 16 | 17 | 18 | 19 | 20 | 21 | 22 | 23 | 24 | 25 | 26 | 27 |    |
| ----------------- | ---------- | -- | -- | -- | -- | -- | -- | -- | -- | -- | -- | -- | -- | -- | -- | -- | -- | -- | -- | -- | -- | -- | -- | -- | -- | -- | -- | -- |
| Đội ╲ Vòng        | Argentinos | 7  | 16 | 10 | 12 | 8  | 13 | 18 | 13 | 16 | 17 | 20 | 20 | 22 | 20 | 18 | 19 | 23 | 19 | 21 | 21 | 23 | 20 | 23 | 24 | 24 | 24 | 23 |
| Tucumán           | 9          | 14 | 16 | 16 | 16 | 19 | 13 | 10 | 6  | 3  | 3  | 3  | 2  | 2  | 5  | 5  | 6  | 11 | 6  | 7  | 7  | 7  | 7  | 7  | 7  | 9  | 8  |    |
| Banfield          | 18         | 19 | 26 | 20 | 22 | 22 | 25 | 24 | 22 | 23 | 23 | 24 | 25 | 23 | 22 | 24 | 26 | 26 | 23 | 25 | 24 | 25 | 25 | 27 | 27 | 27 | 27 |    |
| Barracas          | 10         | 9  | 17 | 21 | 23 | 25 | 26 | 26 | 26 | 26 | 25 | 27 | 27 | 28 | 28 | 28 | 28 | 28 | 28 | 28 | 28 | 28 | 28 | 28 | 28 | 28 | 28 |    |
| Belgrano          | 14         | 27 | 18 | 10 | 10 | 6  | 9  | 8  | 10 | 8  | 11 | 16 | 15 | 15 | 12 | 9  | 9  | 13 | 14 | 15 | 15 | 11 | 13 | 15 | 12 | 14 | 16 |    |
| Boca Juniors      | 19         | 11 | 12 | 18 | 11 | 14 | 19 | 19 | 13 | 15 | 8  | 8  | 8  | 10 | 11 | 13 | 10 | 16 | 16 | 17 | 13 | 8  | 8  | 8  | 6  | 6  | 6  |    |
| Córdoba           | 28         | 28 | 28 | 28 | 28 | 28 | 28 | 28 | 28 | 28 | 28 | 28 | 28 | 27 | 26 | 26 | 22 | 20 | 19 | 22 | 22 | 22 | 19 | 22 | 23 | 20 | 22 |    |
| Defensa           | 23         | 23 | 25 | 25 | 24 | 24 | 24 | 25 | 27 | 27 | 26 | 26 | 26 | 26 | 27 | 27 | 27 | 27 | 27 | 27 | 25 | 23 | 24 | 23 | 19 | 21 | 21 |    |
| Deportivo         | 11         | 15 | 19 | 23 | 18 | 21 | 17 | 20 | 15 | 13 | 16 | 10 | 10 | 8  | 9  | 10 | 11 | 7  | 8  | 9  | 9  | 9  | 12 | 12 | 14 | 16 | 17 |    |
| Estudiantes       | 12         | 3  | 8  | 7  | 14 | 16 | 16 | 11 | 7  | 10 | 12 | 14 | 16 | 17 | 20 | 14 | 12 | 10 | 11 | 11 | 11 | 12 | 14 | 14 | 17 | 13 | 12 |    |
| Gimnasia          | 2          | 5  | 2  | 6  | 5  | 8  | 11 | 16 | 20 | 16 | 17 | 12 | 9  | 11 | 10 | 11 | 13 | 15 | 18 | 16 | 17 | 15 | 15 | 13 | 15 | 18 | 19 |    |
| Godoy Cruz*       | 20         | 22 | 23 | 24 | 27 | 27 | 27 | 27 | 25 | 19 | 14 | 15 | 14 | 14 | 16 | 17 | 15 | 9  | 10 | 10 | 14 | 16 | 17 | 19 | 21 | 17 | 15 |    |
| Huracán           | 3          | 6  | 4  | 3  | 2  | 1  | 1  | 1  | 1  | 1  | 1  | 2  | 4  | 5  | 2  | 3  | 2  | 2  | 2  | 2  | 2  | 2  | 2  | 2  | 4  | 3  | 4  |    |
| Independiente     | 24         | 24 | 20 | 22 | 17 | 20 | 21 | 22 | 23 | 20 | 18 | 19 | 18 | 19 | 17 | 18 | 16 | 12 | 13 | 13 | 8  | 10 | 9  | 9  | 8  | 7  | 7  |    |
| Ind. Rivadavia    | 5          | 7  | 6  | 8  | 13 | 9  | 8  | 7  | 12 | 12 | 15 | 18 | 20 | 16 | 19 | 20 | 20 | 23 | 20 | 20 | 21 | 24 | 21 | 16 | 13 | 10 | 11 |    |
| Instituto         | 8          | 8  | 13 | 9  | 6  | 4  | 5  | 5  | 8  | 5  | 7  | 6  | 3  | 4  | 8  | 7  | 4  | 4  | 5  | 8  | 10 | 14 | 11 | 10 | 9  | 11 | 13 |    |
| Lanús             | 26         | 25 | 14 | 14 | 9  | 11 | 6  | 12 | 9  | 14 | 10 | 13 | 13 | 13 | 15 | 16 | 19 | 22 | 26 | 23 | 18 | 18 | 20 | 20 | 16 | 15 | 14 |    |
| Newell's Old Boys | 6          | 12 | 9  | 11 | 19 | 12 | 14 | 15 | 19 | 22 | 22 | 23 | 24 | 25 | 23 | 25 | 21 | 24 | 24 | 26 | 27 | 27 | 27 | 26 | 25 | 26 | 25 |    |
| Platense          | 27         | 26 | 21 | 17 | 21 | 17 | 20 | 14 | 17 | 21 | 21 | 17 | 19 | 21 | 14 | 15 | 18 | 17 | 12 | 12 | 12 | 13 | 10 | 11 | 10 | 12 | 10 |    |
| Racing            | 15         | 4  | 1  | 1  | 4  | 3  | 4  | 2  | 3  | 6  | 5  | 5  | 7  | 3  | 7  | 6  | 8  | 5  | 7  | 5  | 3  | 3  | 3  | 4  | 3  | 5  | 3  |    |
| River Plate       | 1          | 1  | 7  | 5  | 7  | 7  | 10 | 9  | 11 | 9  | 9  | 11 | 11 | 9  | 6  | 8  | 7  | 8  | 9  | 6  | 4  | 4  | 5  | 5  | 5  | 4  | 5  |    |
| Rosario           | 16         | 17 | 11 | 13 | 15 | 10 | 15 | 18 | 14 | 11 | 13 | 9  | 12 | 12 | 13 | 12 | 14 | 18 | 17 | 18 | 19 | 21 | 22 | 18 | 20 | 22 | 20 |    |
| San Lorenzo       | 21         | 20 | 22 | 26 | 26 | 26 | 23 | 23 | 24 | 25 | 27 | 25 | 23 | 24 | 25 | 23 | 25 | 21 | 22 | 19 | 20 | 17 | 18 | 21 | 22 | 23 | 24 |    |
| Sarmiento         | 17         | 18 | 24 | 19 | 12 | 18 | 12 | 17 | 18 | 18 | 19 | 21 | 21 | 22 | 24 | 22 | 24 | 25 | 25 | 24 | 26 | 26 | 26 | 25 | 26 | 25 | 26 |    |
| Talleres          | 4          | 2  | 3  | 2  | 1  | 5  | 3  | 3  | 5  | 7  | 6  | 7  | 5  | 6  | 3  | 2  | 3  | 3  | 3  | 4  | 5  | 5  | 4  | 3  | 2  | 2  | 2  |    |
| Tigre             | 22         | 21 | 27 | 27 | 25 | 23 | 22 | 21 | 21 | 24 | 24 | 22 | 17 | 18 | 21 | 21 | 17 | 14 | 15 | 14 | 16 | 19 | 16 | 17 | 18 | 19 | 18 |    |
| Unión             | 13         | 10 | 5  | 4  | 3  | 2  | 2  | 6  | 2  | 2  | 2  | 4  | 6  | 7  | 4  | 4  | 5  | 6  | 4  | 3  | 6  | 6  | 6  | 6  | 11 | 8  | 9  |    |
| Vélez Sarsfield   | 25         | 13 | 15 | 15 | 20 | 15 | 7  | 4  | 4  | 4  | 4  | 1  | 1  | 1  | 1  | 1  | 1  | 1  | 1  | 1  | 1  | 1  | 1  | 1  | 1  | 1  | 1  |    |

- (*): Ngày 25/5/2024, trận đấu giữa Godoy Cruz và San Lorenzo ở vòng 3 đã bị hoãn lại ở phút thứ 48 khi một cuộc ẩu đả nổ ra trên khán đài. Ngày 6/6/2024 (sau vòng 4 và trước vòng 5) Tòa án kỷ luật AFA đã quyết định trừ Godoy Cruz ba điểm. Ngày 8/8/2024 (sau vòng 9 và trước vòng 10), Tòa phúc thẩm đã trả lại ba điểm cho Godoy Cruz.

## Kết quả

### Tỷ số
Mỗi đội sẽ đấu với các đội khác chỉ một lần (trên sân nhà hoặc sân khách) để hoàn thành tổng cộng 27 vòng.
| Nhà \ Khách             | ARG | ATU | BAN | BAR | BEL | BOC | CCO | DYJ | DRI | EST | GLP | GOD | HUR | IND | IRI | INS | LAN | NOB | PLA | RAC | RIV | ROS | SLO | SAR | TAL | TIG | UNI | VEL |
| ----------------------- | --- | --- | --- | --- | --- | --- | --- | --- | --- | --- | --- | --- | --- | --- | --- | --- | --- | --- | --- | --- | --- | --- | --- | --- | --- | --- | --- | --- |
| Argentinos Juniors      |     | 0–0 | 1–0 | 0–1 |     |     | 2–1 |     |     |     |     |     | 0–0 |     |     |     | 2–0 | 3–0 |     |     | 1–0 | 3–2 | 1–0 | 0–0 | 3–0 | 0–2 |     | 1–1 |
| Atlético Tucumán        |     |     |     |     | 2–4 | 1–0 | 2–0 | 1–1 |     | 2–0 |     |     | 4–2 |     | 2–1 | 1–0 | 1–0 | 0–0 | 1–1 | 1–0 |     |     |     | 1–0 |     | 1–2 |     |     |
| Banfield                |     | 1–1 |     |     | 1–1 |     |     |     |     | 1–2 |     |     | 1–1 |     | 2–0 | 1–2 | 0–1 | 2–0 |     | 2–1 |     |     |     | 1–1 | 1–1 | 0–1 |     | 2–2 |
| Barracas Central        |     | 0–2 | 0–1 |     | 1–1 |     |     |     |     | 1–1 |     |     | 0–2 |     | 1–1 |     | 3–3 | 0–1 |     | 0–2 |     |     |     | 1–1 | 1–1 | 0–0 |     | 0–5 |
| Belgrano                | 1–0 |     |     |     |     | 2–0 | 2–1 | 1–2 | 2–1 | 2–2 | 0–1 | 1–0 |     | 1–1 | 0–2 | 3–1 |     |     | 0–1 | 4–4 |     |     |     |     |     |     | 1–1 |     |
| Boca Juniors            | 1–0 |     | 3–0 | 1–1 |     |     |     |     | 1–1 |     | 1–0 | 4–1 |     | 0–0 |     |     |     |     |     |     | 0–1 | 2–1 | 3–2 |     | 0–0 |     | 1–0 | 1–0 |
| Central Córdoba (SdE)   |     |     | 0–0 | 2–1 |     | 2–4 |     | 2–0 |     | 1–1 |     |     |     |     | 2–0 | 2–1 |     |     | 0–2 | 3–1 |     | 0–1 | 0–1 |     | 2–4 |     |     | 0–2 |
| Defensa y Justicia      | 2–1 |     | 1–0 | 1–0 |     | 2–2 |     |     | 1–1 |     | 1–1 | 2–1 |     | 0–0 |     |     |     |     | 1–3 |     | 0–0 | 2–1 | 0–0 |     |     |     | 0–0 |     |
| Deportivo Riestra       | 2–0 | 2–0 | 1–1 | 0–0 |     |     | 1–0 |     |     |     |     |     | 1–0 |     |     |     | 3–1 | 3–3 |     |     | 2–0 | 0–2 | 1–0 | 2–1 | 0–0 |     |     | 1–1 |
| Estudiantes (LP)        | 2–2 |     |     |     |     | 1–1 |     | 1–0 | 2–0 |     | 4–1 | 1–1 |     | 0–2 | 1–1 | 3–2 |     |     | 1–1 |     | 1–2 | 1–1 |     |     |     |     | 0–0 |     |
| Gimnasia y Esgrima (LP) | 1–0 | 1–0 | 3–0 | 2–1 |     |     | 0–0 |     | 0–0 |     |     | 0–1 |     |     |     |     |     | 1–0 |     |     | 1–1 | 0–1 | 0–1 |     | 0–1 |     | 2–3 | 3–1 |
| Godoy Cruz              | 1–0 | 1–1 | 4–0 | 0–1 |     |     | 1–1 |     | 4–1 |     |     |     | 1–1 |     |     |     |     | 2–0 |     |     | 2–1 | 1–1 | 1–1 | 1–1 | 0–1 |     |     | 0–0 |
| Huracán                 |     |     |     |     | 1–0 | 0–0 | 0–0 | 3–1 |     | 0–0 | 0–0 |     |     | 1–0 | 1–0 | 1–0 | 3–0 |     | 1–0 | 0–0 |     |     |     | 3–1 |     | 0–2 |     |     |
| Independiente           | 0–0 | 2–1 | 2–1 | 0–0 |     |     | 2–0 |     | 3–1 |     | 1–0 | 1–1 |     |     |     |     |     |     |     |     | 0–0 | 1–0 | 0–0 |     | 1–3 |     | 3–0 | 1–1 |
| Independiente Rivadavia | 2–1 |     |     |     |     | 1–1 |     | 1–0 | 0–0 |     | 1–0 | 0–0 |     | 1–0 |     | 1–1 |     |     | 0–2 |     | 2–1 | 1–1 | 1–0 |     |     |     | 0–1 |     |
| Instituto               | 1–0 |     |     | 0–1 |     | 0–0 |     | 4–1 | 2–1 |     | 2–1 | 1–3 |     | 3–1 |     |     |     |     | 2–0 |     | 2–3 | 0–0 | 2–0 |     |     |     | 1–1 |     |
| Lanús                   |     |     |     |     | 3–2 | 1–0 | 1–1 | 0–0 |     | 2–1 | 0–0 | 1–1 |     | 0–2 | 0–2 | 2–0 |     |     | 0–0 | 2–0 |     |     |     |     |     | 3–2 | 1–1 |     |
| Newell's Old Boys       |     |     |     |     | 0–0 | 0–1 | 2–3 | 1–0 |     | 1–4 |     |     | 2–4 | 2–1 | 0–0 | 0–2 | 2–1 |     | 2–0 | 0–1 |     |     |     | 1–1 |     | 1–0 |     |     |
| Platense                | 2–1 |     | 0–1 | 0–0 |     | 1–0 |     |     | 0–0 |     | 1–0 | 1–0 |     | 0–0 |     |     |     |     |     |     | 0–0 | 1–0 | 1–2 |     |     |     | 1–0 | 0–2 |
| Racing                  | 3–0 |     |     |     |     | 2–1 |     | 4–3 | 1–0 | 4–5 | 0–1 | 3–0 |     | 0–0 | 2–1 | 2–0 |     |     | 1–1 |     | 1–0 |     |     |     |     |     | 2–1 |     |
| River Plate             |     | 4–1 | 3–1 | 3–0 | 3–0 |     | 3–0 |     |     |     |     |     | 1–1 |     |     |     | 2–2 | 0–0 |     |     |     | 4–0 | 1–1 | 1–0 | 0–1 | 3–1 |     | 1–1 |
| Rosario Central         |     | 1–0 | 1–1 | 0–1 | 2–1 |     |     |     |     |     |     |     | 0–1 |     |     |     | 1–1 | 1–0 |     | 0–2 |     |     | 0–1 | 4–2 | 2–2 | 1–1 |     | 3–0 |
| San Lorenzo             |     | 0–1 | 2–1 | 1–0 | 0–2 |     |     |     |     | 1–1 |     |     | 1–1 |     |     |     | 1–1 | 1–1 |     | 1–2 |     |     |     | 0–1 | 2–0 | 0–1 |     | 0–1 |
| Sarmiento (J)           |     |     |     |     | 0–0 | 0–2 | 1–3 | 1–1 |     | 2–0 | 1–1 |     |     | 0–0 | 0–1 | 1–2 | 0–0 |     | 1–0 | 1–0 |     |     |     |     |     | 0–0 | 1–0 |     |
| Talleres (C)            |     | 2–0 |     |     | 0–0 |     |     | 1–1 |     | 1–0 |     |     | 1–0 |     | 2–1 | 1–1 | 1–2 | 1–3 | 2–1 | 2–0 |     |     |     | 2–0 |     | 1–1 |     |     |
| Tigre                   |     |     |     |     | 1–1 | 3–0 | 1–1 | 0–4 | 2–1 | 0–1 | 1–1 | 0–2 |     | 1–1 | 0–2 | 0–0 |     |     | 0–0 | 0–4 |     |     |     |     |     |     | 5–1 |     |
| Unión                   | 3–0 | 1–0 | 1–0 | 2–0 |     |     | 0–2 |     | 0–0 |     |     | 3–1 | 0–1 |     |     |     |     | 2–0 |     |     | 0–0 | 1–0 | 2–1 |     | 2–3 |     |     | 1–0 |
| Vélez Sarsfield         |     | 1–1 |     |     | 1–1 |     |     | 3–0 |     | 2–0 |     |     | 2–0 |     | 4–0 | 1–0 | 0–0 | 1–0 |     | 1–0 |     |     |     | 1–0 | 3–0 | 1–0 |     |     |

### Bảng thắng bại
- T = Thắng, H = Hòa, B = Bại
- () = Trận đấu bị hoãn
- (T), (H), (B) = Trận đấu bù với kết quả; Trận đấu bù được ghi trong cột nào, ví dụ cột số 8 có nghĩa là đã thi đấu sau vòng 8 và trước vòng 9.

| Đội \ Vòng        | 1 | 2 | 3  | 4 | 5 | 6 | 7  | 8     | 9 | 10 | 11 | 12 | 13 | 14 | Đội               | 15 | 16 | 17    | 18 | 19 | 20 | 21 | 22 | 23 | 24 | 25    | 26 | 27 | Đội               |
| ----------------- | - | - | -- | - | - | - | -- | ----- | - | -- | -- | -- | -- | -- | ----------------- | -- | -- | ----- | -- | -- | -- | -- | -- | -- | -- | ----- | -- | -- | ----------------- |
| Argentinos        | T | B | T  | B | T | B | B  | T     | B | H  | B  | H  | B  | T  | Argentinos        | H  | H  | B     | T  | B  | H  | B  | T  | B  | B  | B     | T  | H  | Argentinos        |
| Tucumán           | T | B | H  | H | H | H | T  | T     | T | T  | T  | B  | T  | B  | Tucumán           | B  | H  | B     | B  | T  | H  | T  | B  | T  | B  | H     | B  | T  | Tucumán           |
| Banfield          | B | H | B  | T | B | H | () | H (B) | T | H  | B  | H  | B  | T  | Banfield          | T  | B  | B     | H  | T  | B  | H  | B  | B  | H  | B     | B  | H  | Banfield          |
| Barracas          | T | H | B  | B | B | B | H  | B     | H | H  | H  | B  | B  | B  | Barracas          | T  | B  | H     | B  | H  | T  | B  | B  | H  | T  | H     | H  | H  | Barracas          |
| Belgrano          | H | B | T  | T | H | T | B  | T     | H | H  | B  | B  | H  | H  | Belgrano          | T  | T  | H     | B  | H  | B  | H  | T  | H  | B  | T     | H  | B  | Belgrano          |
| Boca Juniors      | B | T | H  | B | T | H | () | H (T) | H | H  | T  | H  | T  | B  | Boca Juniors      | B  | B  | T     | B  | H  | B  | T  | T  | T  | H  | T     | T  | H  | Boca Juniors      |
| Córdoba           | B | B | B  | B | B | B | H  | B     | B | T  | H  | H  | H  | T  | Córdoba           | T  | T  | T     | T  | H  | B  | H  | H  | T  | B  | B     | T  | B  | Córdoba           |
| Defensa           | B | H | B  | H | H | H | H  | B     | B | B  | T  | B  | T  | B  | Defensa           | H  | B  | T     | B  | H  | T  | T  | T  | H  | H  | T     | H  | H  | Defensa           |
| Deportivo         | T | B | B  | B | T | B | T  | B     | T | T  | B  | T  | H  | T  | Deportivo         | H  | H  | B     | T  | H  | H  | H  | H  | H  | H  | B     | H  | H  | Deportivo         |
| Estudiantes       | T | T | B  | H | B | H | H  | T     | T | B  | B  | H  | B  | H  | Estudiantes       | B  | T  | T     | T  | H  | H  | H  | H  | H  | () | B (T) | H  | H  | Estudiantes       |
| Gimnasia          | T | H | T  | B | T | B | B  | B     | B | T  | H  | T  | T  | H  | Gimnasia          | H  | H  | B     | H  | B  | H  | H  | T  | B  | T  | B     | B  | B  | Gimnasia          |
| Godoy Cruz        | B | H | () | H | H | B | T  | B     | T | T  | T  | H  | H  | H  | Godoy Cruz        | B  | H  | T (H) | T  | H  | H  | B  | B  | B  | H  | B     | T  | T  | Godoy Cruz        |
| Huracán           | T | H | T  | T | T | H | H  | T     | H | H  | T  | H  | B  | B  | Huracán           | T  | H  | T     | T  | H  | H  | T  | T  | B  | H  | B     | T  | B  | Huracán           |
| Independiente     | B | H | H  | H | T | B | H  | B     | H | T  | T  | H  | H  | H  | Independiente     | H  | H  | T     | T  | H  | H  | T  | B  | T  | B  | T     | T  | H  | Independiente     |
| Ind. Rivadavia    | T | H | T  | B | B | T | H  | T     | B | H  | B  | B  | B  | T  | Ind. Rivadavia    | B  | H  | H     | B  | T  | H  | H  | B  | T  | T  | T     | T  | H  | Ind. Rivadavia    |
| Instituto         | T | H | B  | T | T | T | B  | H     | H | T  | B  | T  | T  | B  | Instituto         | B  | H  | T     | B  | H  | B  | B  | B  | T  | H  | T     | B  | B  | Instituto         |
| Lanús             | B | H | T  | H | T | H | T  | B     | T | B  | H  | H  | H  | H  | Lanús             | B  | H  | B     | B  | B  | T  | T  | H  | H  | H  | T     | T  | H  | Lanús             |
| Newell's Old Boys | T | B | T  | B | B | T | H  | H     | B | B  | B  | H  | H  | B  | Newell's Old Boys | T  | H  | T     | B  | H  | B  | B  | B  | B  | T  | H     | B  | T  | Newell's Old Boys |
| Platense          | B | H | H  | T | B | T | B  | T     | B | B  | H  | T  | B  | H  | Platense          | T  | H  | H     | T  | T  | H  | H  | H  | T  | B  | T     | B  | T  | Platense          |
| Racing            | H | T | T  | T | B | T | B  | T     | H | B  | T  | H  | B  | T  | Racing            | B  | H  | B     | T  | B  | T  | T  | T  | T  | () | T (B) | B  | T  | Racing            |
| River Plate       | T | T | B  | T | B | H | B  | T     | H | H  | H  | H  | H  | T  | River Plate       | T  | B  | H     | H  | H  | T  | T  | T  | B  | () | T (H) | T  | B  | River Plate       |
| Rosario           | B | H | T  | H | H | T | () | B (B) | T | T  | B  | T  | B  | H  | Rosario           | B  | T  | B     | H  | H  | B  | H  | B  | H  | T  | B     | B  | T  | Rosario           |
| San Lorenzo       | B | H | () | B | B | H | T  | H     | H | B  | B  | T  | T  | B  | San Lorenzo       | H  | T  | B (H) | T  | B  | T  | H  | T  | B  | () | B (H) | B  | B  | San Lorenzo       |
| Sarmiento         | B | H | B  | T | T | B | T  | B     | H | H  | H  | B  | H  | H  | Sarmiento         | B  | T  | B     | H  | H  | H  | B  | B  | B  | T  | B     | H  | H  | Sarmiento         |
| Talleres          | T | T | H  | T | T | B | H  | H     | H | H  | T  | B  | T  | H  | Talleres          | T  | T  | H     | B  | H  | H  | B  | T  | T  | T  | T     | T  | B  | Talleres          |
| Tigre             | B | H | B  | B | H | T | H  | T     | B | B  | H  | T  | T  | H  | Tigre             | B  | H  | T     | T  | H  | H  | B  | B  | T  | H  | H     | B  | T  | Tigre             |
| Unión             | T | H | T  | T | T | H | () | B (T) | H | H  | T  | B  | H  | H  | Unión             | T  | B  | B     | B  | T  | T  | B  | T  | B  | B  | B     | T  | H  | Unión             |
| Vélez Sarsfield   | B | T | H  | H | B | T | T  | T     | T | H  | T  | T  | T  | T  | Vélez Sarsfield   | T  | B  | T     | H  | H  | H  | T  | H  | H  | H  | T     | B  | T  | Vélez Sarsfield   |
| Đội \ Vòng        | 1 | 2 | 3  | 4 | 5 | 6 | 7  | 8     | 9 | 10 | 11 | 12 | 13 | 14 | Đội               | 15 | 16 | 17    | 18 | 19 | 20 | 21 | 22 | 23 | 24 | 25    | 26 | 27 | Đội               |

## Thống kê

### Ghi bàn hàng đầu
| Hạng | Cầu thủ            | Đội                    | Bàn thắng |
| ---- | ------------------ | ---------------------- | --------- |
| 1    | Franco Jara        | Belgrano               | 13        |
| 2    | Braian Romero      | Vélez Sarsfield        | 12        |
| 3    | Miguel Borja       | River Plate            | 11        |
| 4    | Milton Giménez     | Banfield /Boca Juniors | 10        |
| 4    | Mateo Pellegrino   | Platense               | 10        |
| 6    | Claudio Aquino     | Vélez Sarsfield        | 9         |
| 6    | Gabriel Ávalos     | Independiente          | 9         |
| 6    | Jonathan Herrera   | Deportivo Riestra      | 9         |
| 9    | Salomón Rodríguez  | Godoy Cruz             | 8         |
| 10   | Bruno Barticciotto | Talleres               | 7         |
| 10   | Walter Bou         | Lanús                  | 7         |
| 10   | Guido Carrillo     | Estudiantes            | 7         |
| 10   | Facundo Colidio    | River Plate            | 7         |
| 10   | Adrián Martínez    | Racing                 | 7         |
| 10   | Miguel Merentiel   | Boca Juniors           | 7         |

- Nguồn: Soccerway

### Kiến tạo hàng đầu
| Hạng | Cầu thủ           | Đội                     | Số kiến tạo |
| ---- | ----------------- | ----------------------- | ----------- |
| 1    | Marcelino Moreno  | Lanús                   | 10          |
| 2    | Alexis Manyoma    | Estudiantes             | 6           |
| 2    | Thiago Fernández  | Vélez Sarsfield         | 6           |
| 2    | Sebastián Villa   | Independiente Rivadavia | 6           |
| 5    | Rubén Botta       | Talleres                | 5           |
| 5    | Gastón Lodico     | Instituto               | 5           |
| 5    | Ignacio Malcorra  | Rosario                 | 5           |
| 5    | Gastón Martirena  | Racing                  | 5           |
| 5    | Juan Pintado      | Gimnasia                | 5           |
| 5    | Francisco Pizzini | Vélez Sarsfield         | 5           |
| 5    | Bryan Reyna       | Belgrano                | 5           |

- Nguồn: Soccerway

## Bảng tổng sắp

### Tham dự các giải đấu
Đội vô địch Argentina Primera División 2024, đội vô địch Copa de la Liga Profesional 2024 và đội vô địch Copa Argentina 2024 sẽ giành được một suất tham dự Copa Libertadores 2025. Các suất còn lại tham dự Copa Libertadores 2025 cũng như các suất tham dự Copa Sudamericana 2025 sẽ được xác định bằng bảng tổng sắp các giải đấu vòng một của Argentina Primera División 2024 và Copa de la Liga Profesional 2024. Ba đội đứng đầu trong bảng tổng sắp mà chưa đủ điều kiện tham dự bất kỳ giải đấu quốc tế nào sẽ đủ điều kiện tham dự Copa Libertadores, trong khi sáu đội tiếp theo sẽ đủ điều kiện tham dự Copa Sudamericana.

### Xuống hạng
Trong mùa giải này, đội đứng cuối bảng tổng sắp sẽ xuống chơi ở Primera Nacional 2025, nhưng vào ngày 17 tháng 10 năm 2024, AFA đã quyết định rằng sẽ không có đội nào xuống hạng.
| VT | Đội                     | ST | T  | H  | B  | BT | BB | HS  | Đ  | Giành quyền tham dự                     |
| -- | ----------------------- | -- | -- | -- | -- | -- | -- | --- | -- | --------------------------------------- |
| 1  | Vélez Sarsfield         | 41 | 21 | 13 | 7  | 52 | 29 | +23 | 76 | Tham dự vòng bảng Copa Libertadores     |
| 2  | Talleres (C)            | 41 | 19 | 15 | 7  | 58 | 43 | +15 | 72 | Tham dự vòng bảng Copa Libertadores     |
| 3  | River Plate             | 41 | 18 | 16 | 7  | 64 | 31 | +33 | 70 | Tham dự vòng bảng Copa Libertadores     |
| 4  | Racing                  | 41 | 21 | 7  | 13 | 66 | 41 | +25 | 70 | Tham dự vòng bảng Copa Libertadores     |
| 5  | Boca Juniors            | 41 | 18 | 13 | 10 | 50 | 35 | +15 | 67 | Tham dự giai đoạn hai Copa Libertadores |
| 6  | Godoy Cruz              | 41 | 17 | 13 | 11 | 47 | 34 | +13 | 64 | Tham dự vòng bảng Copa Sudamericana     |
| 7  | Estudiantes (LP)        | 41 | 16 | 15 | 10 | 55 | 43 | +12 | 63 | Tham dự vòng bảng Copa Libertadores     |
| 8  | Independiente           | 41 | 15 | 18 | 8  | 39 | 27 | +12 | 63 | Tham dự vòng bảng Copa Sudamericana     |
| 9  | Huracán                 | 41 | 16 | 14 | 11 | 40 | 30 | +10 | 62 | Tham dự vòng bảng Copa Sudamericana     |
| 10 | Unión                   | 41 | 16 | 12 | 13 | 43 | 40 | +3  | 60 | Tham dự vòng bảng Copa Sudamericana     |
| 11 | Lanús                   | 41 | 15 | 14 | 12 | 48 | 45 | +3  | 59 | Tham dự vòng bảng Copa Sudamericana     |
| 12 | Defensa y Justicia      | 41 | 14 | 16 | 11 | 44 | 46 | −2  | 58 | Tham dự vòng bảng Copa Sudamericana     |
| 13 | Platense                | 41 | 14 | 15 | 12 | 30 | 32 | −2  | 57 |                                         |
| 14 | Argentinos Juniors      | 41 | 15 | 11 | 15 | 47 | 42 | +5  | 56 |                                         |
| 15 | Instituto               | 41 | 15 | 8  | 18 | 50 | 48 | +2  | 53 |                                         |
| 16 | Atlético Tucumán        | 41 | 12 | 14 | 15 | 36 | 50 | −14 | 50 |                                         |
| 17 | Belgrano                | 41 | 11 | 16 | 14 | 52 | 53 | −1  | 49 |                                         |
| 18 | Barracas Central        | 41 | 11 | 16 | 14 | 35 | 48 | −13 | 49 |                                         |
| 19 | Newell's Old Boys       | 41 | 13 | 10 | 18 | 35 | 50 | −15 | 49 |                                         |
| 20 | Gimnasia y Esgrima (LP) | 41 | 13 | 9  | 19 | 39 | 46 | −7  | 48 |                                         |
| 21 | Deportivo Riestra       | 41 | 11 | 15 | 15 | 34 | 43 | −9  | 48 |                                         |
| 22 | Rosario Central         | 41 | 12 | 11 | 18 | 37 | 48 | −11 | 47 |                                         |
| 23 | Independiente Rivadavia | 41 | 12 | 10 | 19 | 36 | 50 | −14 | 46 |                                         |
| 24 | San Lorenzo             | 41 | 10 | 15 | 16 | 30 | 40 | −10 | 45 |                                         |
| 25 | Central Córdoba (SdE)   | 41 | 10 | 12 | 19 | 39 | 56 | −17 | 42 | Tham dự vòng bảng Copa Libertadores     |
| 26 | Banfield                | 41 | 9  | 14 | 18 | 36 | 51 | −15 | 41 |                                         |
| 27 | Tigre                   | 41 | 9  | 12 | 20 | 34 | 55 | −21 | 39 |                                         |
| 28 | Sarmiento (J)           | 41 | 7  | 14 | 20 | 27 | 47 | −20 | 35 |                                         |

1. 1 2 3  Vélez Sarsfield, Racing, Estudiantes và Córdoba đã đủ điều kiện tham dự vòng bảng Copa Libertadores vì (tương ứng) vô địch Primera División 2024, Copa Sudamericana 2024, Copa de la Liga Profesional 2024 và Copa Argentina 2024.

## Xếp hạng theo hệ số
Ngoài việc xuống hạng dựa trên bảng tổng hợp, một đội sẽ xuống hạng vào cuối mùa giải dựa trên hệ số, hệ số này sẽ tính đến số điểm mà các câu lạc bộ đạt được trong mùa giải hiện tại (điểm tổng hợp) và hai mùa giải trước đó (chỉ những mùa giải ở hạng đấu cao nhất mới được tính). Tổng số điểm sau đó sẽ được chia cho số trận đấu đã chơi ở hạng đấu cao nhất trong ba mùa giải đó và tính điểm trung bình. Đội có điểm trung bình tệ nhất vào cuối mùa giải sẽ xuống chơi ở Primera Nacional, nhưng vào ngày 17 tháng 10 năm 2024, AFA đã quyết định rằng sẽ không có đội nào xuống hạng.
| VT | Đội                     | Điểm 2022 | Điểm 2023 | Điểm 2024 | Tổng điểm | Tổng số trận | Trung bình |
| -- | ----------------------- | --------- | --------- | --------- | --------- | ------------ | ---------- |
| 1  | River Plate             | 76        | 85        | 70        | 231       | 123          | 1.878      |
| 2  | Racing                  | 80        | 60        | 70        | 210       | 123          | 1.707      |
| 3  | Boca Juniors            | 79        | 62        | 67        | 208       | 123          | 1.691      |
| 4  | Estudiantes (LP)        | 61        | 62        | 63        | 186       | 123          | 1.512      |
| 5  | Talleres (C)            | 46        | 67        | 72        | 185       | 123          | 1.504      |
| 6  | Defensa y Justicia      | 65        | 58        | 58        | 181       | 123          | 1.472      |
| 7  | Godoy Cruz              | 51        | 63        | 64        | 178       | 123          | 1.447      |
| 8  | Huracán                 | 65        | 51        | 62        | 178       | 123          | 1.447      |
| 9  | Argentinos Juniors      | 67        | 54        | 56        | 177       | 123          | 1.439      |
| 10 | Vélez Sarsfield         | 46        | 49        | 76        | 171       | 123          | 1.39       |
| 11 | San Lorenzo             | 58        | 64        | 45        | 167       | 123          | 1.358      |
| 12 | Independiente           | 51        | 51        | 63        | 165       | 123          | 1.341      |
| 13 | Newell's Old Boys       | 63        | 53        | 49        | 165       | 123          | 1.341      |
| 14 | Atlético Tucumán        | 57        | 54        | 50        | 161       | 123          | 1.309      |
| 15 | Belgrano                | —         | 57        | 49        | 106       | 82           | 1.293      |
| 16 | Gimnasia y Esgrima (LP) | 65        | 45        | 48        | 158       | 123          | 1.285      |
| 17 | Rosario Central         | 46        | 65        | 47        | 158       | 123          | 1.285      |
| 18 | Instituto               | —         | 52        | 53        | 105       | 82           | 1.28       |
| 19 | Unión                   | 49        | 46        | 60        | 155       | 123          | 1.26       |
| 20 | Platense                | 42        | 54        | 57        | 153       | 123          | 1.244      |
| 21 | Lanús                   | 36        | 57        | 59        | 152       | 123          | 1.236      |
| 22 | Barracas Central        | 53        | 49        | 49        | 151       | 123          | 1.228      |
| 23 | Tigre                   | 63        | 47        | 39        | 149       | 123          | 1.211      |
| 24 | Deportivo Riestra       | —         | —         | 48        | 48        | 41           | 1.171      |
| 25 | Banfield                | 49        | 53        | 41        | 143       | 123          | 1.163      |
| 26 | Central Córdoba (SdE)   | 49        | 48        | 42        | 139       | 123          | 1.13       |
| 27 | Independiente Rivadavia | —         | —         | 46        | 46        | 41           | 1.122      |
| 28 | Sarmiento (J)           | 53        | 46        | 35        | 134       | 123          | 1.089      |

Nguồn: AFA